# Les Jönsson et Harry la Dynamite
Pour plus de détails, voir Fiche technique et Distribution.
Les Jönsson et Harry la Dynamite (Jönssonligan och DynamitHarry, litt. « Le Gang Olsen et Harry-la-Dynamite ») est un film suédois de Mikael Ekman sorti en 1982.
Il fait partie d'une série de films basée sur les personnages créés par Erik Balling et Henning Bahs.

## Fiche technique
- Titre original : Jönssonligan och Dynamit-Harry
- Réalisation : Mikael Ekman
- Scénario : William Aldridge, Sven Melander d'après les personnages de Henning Bahs et Erik Balling
- Direction artistique :  Gert Wibe
- Costumes :  Ellinor Ejve, Mona Theresia Forsén
- Photographie : Lasse Björne
- Montage : Susanne Linnman
- Musique : Ragnar Grippe
- Production : Ingemar Ejve
- Sociétés de production :  Nordisk Film, Nordisk Tonefilm, Papphammar Produktion, Prodekta, Svensk Filmindustri, Svenska Filminstitutet
- Sociétés de distribution : Svensk Filmindustri
- Pays : Suède
- Langue : suédois
- Format : couleur - 35 mm - 1,66:1 - son Dolby
- Durée : 106 min.
- Date de sortie :
  - Suède : 17 septembre 1982

## Distribution
(août 2015).
- Gösta Ekman : Charles-Ingvar « Sickan » Jönsson
- Ulf Brunnberg : Vanheden
- Nils Brandt : Rocky
- Björn Gustafson : Harry la Dynamite
- Carl Billquist : Kriminalkommissarie Persson
- Dan Ekborg : Kriminalassistent Gren
- Sten Ardenstam : Appelgren
- Mona Seilitz : Catrin
- Weiron Holmberg : Biffen
- Jarl Borssén : Nattvakten
- Lena Söderblom : Fru Lundberg
- Per Grundén : Wall-Enberg
- Peder Ivarsson : Bill
- Peter Harryson : Observatören
- Jan Nygren : Kollegan